# Station Picon-Busserine
Station Picon-Busserine is een spoorwegstation in de Franse gemeente Marseille.